# 2025 Нортія
2025 Нортія (2025 Nortia) — астероїд головного поясу, відкритий 6 червня 1953 року.